# Бугаян, Рубен Егишеевич
Рубен Егишеевич (Ильич) Бугаян (14 сентября 1919 — 1 марта 1997) — советский спортсмен и тренер, многократный чемпион РСФСР по классической и вольной борьбе, мастер спорта РСФСР, заслуженный тренер РСФСР.

## Биография
Родился 14 сентября 1919 года в селе Большие Салы ныне Мясниковского района Ростовской области. В 1920-х годах вместе с родителями переехал в Ростов-на-Дону.
Учился в городской школе имени Шаумяна (ныне гимназия № 14), увлёкся спортом, стал борцом. В 1939 году был призёром, а в 1941 году стал чемпионом.
Участвовал в Великой Отечественной войне. После войны, уже в 1945 году Рубен Бугаян становится участником чемпионата СССР, где завоевал бронзовую медаль в лёгком весе. Начиная с 1946 года он становился многократным чемпионом РСФСР; причём, дважды — в 1946 и 1950 годах — был обладателем золотых медалей сразу в двух стилях — классическом и вольном. Выступал за клуб ЦДКА (Москва).
Свою спортивную карьеру продолжил как выдающийся тренер и организатор, был удостоен звания «Заслуженный тренер РСФСР». Работал старшим тренером в обществе «Трудовые резервы», тренировал сборную команду города Ростова-на-Дону и Ростовской области. Также проявил себя и как арбитр крупнейших соревнований, будучи удостоенным звания судьи всесоюзной категории. Возглавлял судейские коллегии многих российских, союзных и международных турниров. В том числе и Спартакиад народов СССР.
Награждён орденом Отечественной войны 2-й степени и рядом медалей.
Умер 1 марта 1997 года в Ростове-на-Дону. Был похоронен в родном селе Большие Салы.

## Память

Памятная доска в Ростове-на-Дону

- В Ростове-на-Дону на доме, где жил Р. Е. Бугаян (ул. 30-я линия, 34), установлена мемориальная доска.[1]
- В селе Большие Салы открыта детская спортивная школа его имени. Ежегодно в этой школе проводится районный турнир по греко-римской борьбе (первый турнир состоялся в 2004 году[2]), посвященный памяти Р. И. Бугаяна.